# Anda (Bohol)
Anda is een gemeente in de Filipijnse provincie Bohol op het gelijknamige eiland. Bij de census van 2015 telde de gemeente ruim 16 duizend inwoners.

## Geografie

### Bestuurlijke indeling
Anda is onderverdeeld in de volgende 15 barangays:
| - Almaria - Bacong - Badiang - Buenasuerte - Candabong - Casica - Katipunan - Linawan | - Lundag - Poblacion - Santa Cruz - Suba - Talisay - Tanod - Tawid - Virgen |

## Demografie
Anda had bij de census van 2015 een inwoneraantal van 16.462 mensen. Dit waren 447 mensen (-2,6%) minder dan bij de vorige census van 2010. Ten opzichte van de census van 2000 was het aantal inwoners gedaald met 1.401 mensen (-7,8%). De gemiddelde jaarlijkse groei in die periode kwam daarmee uit op -0,53%, hetgeen afweek van het landelijk jaarlijks gemiddelde over deze periode (1,84%).

De bevolkingsdichtheid van Anda was ten tijde van de laatste census, met 16.462 inwoners op 61,89 km², 266 mensen per km².